# 錢伯斯堡 (伊利諾伊州)
錢伯斯堡（英語：Chambersburg）是位於美國伊利諾伊州派克縣的一個非建制地區。該地的面積和人口皆未知。

## 地理
錢伯斯堡的座標為39°49′02″N 90°39′26″W / 39.81722°N 90.65722°W，而該地的平均海拔高度為142米（即466英尺）。